# Östertjärnen (Älvros socken, Härjedalen)
Östertjärnen är en sjö i Härjedalens kommun i Härjedalen och ingår i Ljusnans huvudavrinningsområde. Sjön har en area på 0,147 kvadratkilometer och ligger 367,2 meter över havet.

## Delavrinningsområde
Östertjärnen ingår i det delavrinningsområde (687144-143804) som SMHI kallar för Utloppet av Östertjärnen. Medelhöjden är 371 meter över havet och ytan är 0,5 kvadratkilometer. Det finns inga avrinningsområden uppströms utan avrinningsområdet är högsta punkten. Vattendraget som avvattnar avrinningsområdet har biflödesordning 3, vilket innebär att vattnet flödar genom totalt 3 vattendrag innan det når havet efter 235 kilometer. Avrinningsområdet består mestadels av skog (70 procent). Avrinningsområdet har 0,15 kvadratkilometer vattenytor vilket ger det en sjöprocent på 29,8 procent.